# Corvospongilla loricata
Corvospongilla loricata är en svampdjursart som först beskrevs av W. Weltner 1895.  Corvospongilla loricata ingår i släktet Corvospongilla och familjen Spongillidae. Inga underarter finns listade i Catalogue of Life.